# FC Marco
Der Futebol Clube do Marco ist ein Fußballverein aus der portugiesischen Stadt Marco de Canaveses im Norden des Landes.
Der Verein spielt seit der Saison 2002/2003 in der 2. portugiesischen Liga, der Liga da Honra (Ehrenliga), stieg aber 2006 als Drittletzter ab.